# Hannes Swoboda
Hannes Swoboda, född 10 november 1946 i Bad Deutsch-Altenburg, är en österrikisk politiker (socialdemokrat) och ledamot av Europaparlamentet sedan den 11 november 1996. Han valdes till gruppledare för Gruppen Progressiva förbundet av socialdemokrater i Europaparlamentet den 17 januari 2012, när hans företrädare Martin Schulz blev vald till Europaparlamentets talman.